# صموئيل أ. جونز
صموئيل أ. جونز هو سياسي أمريكي، (و. 1861 – يناير 1937 م). نشط حزبياً في الحزب الجمهوري. وقد انتخب عضو جمعية ولاية نيويورك ‏ وانتخب عضو مجلس ولاية نيويورك ‏.